# Quinto Opímio
Quinto Opímio (em latim: Quintus Opimius) foi um político da gente Opímia da República Romana eleito cônsul em 154 a.C. com Lúcio Postúmio Albino. Foi o primeiro de sua gente a chegar ao consulado. Assim como seu filho, Lúcio Opímio, cônsul em 121 a.C., parece ter vivido uma vida desregrada e despreocupada.

## Consulado (154 a.C.)

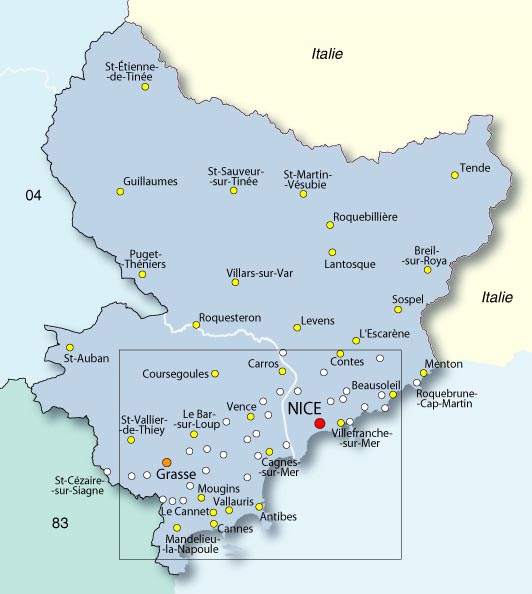
Alpes Marítimos mostrando a localização de "Antípolis" (Antibes) e "Niceia" (Nice), as cidades defendidas por Opímio em sua campanha e que pertenciam a Massília (Marselha), não visível, mas na costa da França mais para o sul (esquerda).

Entre 169 e 158 a.C., foi triúnviro monetalis. Opímio foi eleito em 154 a.C. com Lúcio Postúmio Albino e recebeu a Gália Cisalpina como província consular, onde assumiu o comando da guerra contra as tribos lígures dos oxíbios e deciatos, que vinham saqueando o território das cidades de Antípolis e Niceia, cidades que pertenciam a Massília nos Alpes Marítimos, uma aliada de Roma. Depois de derrotar as duas tribos, celebrou um triunfo sobre elas.
O satirista Caio Lucílio o descreveu como "formosus homo et famosus" ("Belo e famoso") e Cícero afirme que "qui adolescentulus male audisset" ("aquele garoto de má reputação").